# The Ride (chanson de Rafał Brzozowski)
Chansons représentant la Pologne au Concours Eurovision de la chanson
Empires
(2020)
The Ride est une chanson interprétée par RAFAŁ.
Elle est sélectionnée pour représenter la Pologne au Concours Eurovision de la chanson 2021, à l'issue d'une sélection interne, le 12 mars 2021.
Ce dernier a participé à la 2ème demi-finale du concours Eurovision, le 20 mai et a terminé à la 14ème place avec 35 points. Il n'a pas pu se qualifier pour la finale qui a eu lieu le 22 mai 2021.